# Classe Worcester (incrociatore)
Le unità della classe Worcester erano incrociatori leggeri della United States Navy.
Malgrado l'introduzione del cannone da 152 mm automatico, che richiedeva, a causa della complessità del sistema di caricamento, torri binate e non più trinate, la US Navy ritenne che dovessero comunque avere 12 cannoni, così che la nave venne conseguentemente armata di 6 torri, con una lunghezza dello scafo superiore, come anche la potenza motrice. Entrarono troppo tardi in servizio per la seconda guerra mondiale e passarono rapidamente in riserva con l'avvento dei sistemi missilistici antiaerei

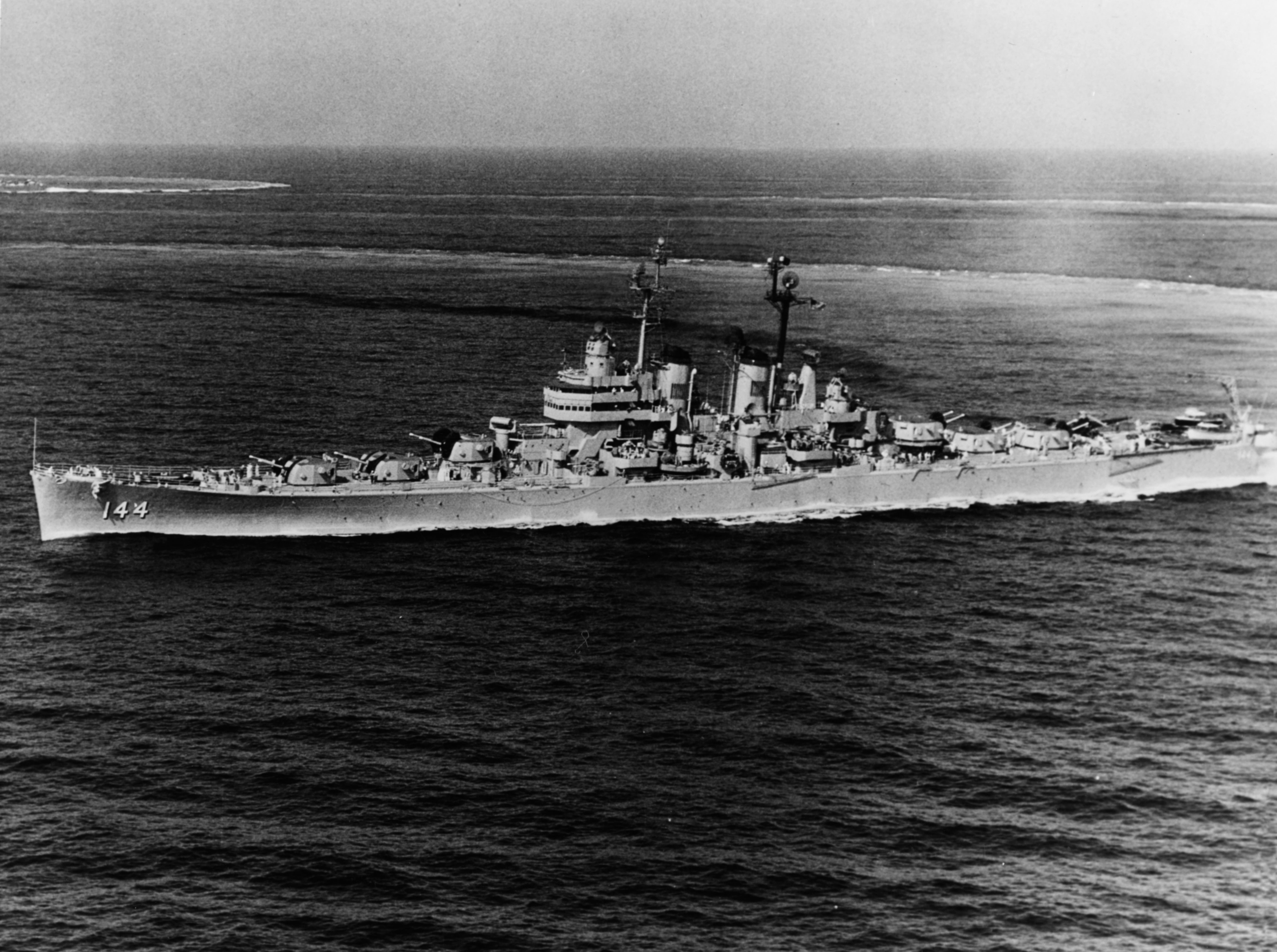
Le navi di questa classe avevano 6 torri binate da 152mm automatici, con uno scafo estremamente lungo